# La Venere d'Ille
La Venere d'Ille és una pel·lícula de televisió italiana feta l'any 1979, dirigida per Mario i Lamberto Bava.

## Argument
Al camp prop de la ciutat rossellonesa d'Illa, uns agricultors descobreixen una antiga estàtua de bronze, que representa la deessa Venus i que porta la inscripció Cave amantem a la base. Mentre s'aixeca, l'escultura cau i fereix un dels pagesos, així que els homes decideixen lliurar-la al seu mestre, el senyor de Peyrehoradeː a partir d'aquest moment, misterioses presències deambulen per la vil·la de la família noble. L'estàtua, de fet, d'alguna manera viva, s'enamora d'Alfons, el fill del mestre, que està a punt de casar-se, perquè ha ficat imprudentment l'anell destinat a la núvia al dit de l'estàtua. Venus el mata la nit de noces, aixafant-lo amb el seu pes.
De pena, poc després també mor la mare, i el pare decideix fondre l'estàtua per fer una campana que dona a l'església del poble.

## Repartiment
- Daria Nicolodi: Clara De Peyhorrade
- Marc Porel: Matieu
- Fausto Di Bella: Alfonso
- Adriana Innocenti: Madame De Peyhorrade
- Diana De Curtis: Maria
- Francesco Di Federico: Guide
- Mario Maranzana: Monsieur De Peyhorrade
- Fabrizio Bava: nen
- Franca Scagnetti: convidat al banquet de noces

## Producció
El llargmetratge s'inspira en el conte gòtic homònim de Prosper Mérimée, encara que amb un ambient diferent: de fet, part de la pel·lícula es va rodar a Castelnuovo di Porto.
Aquesta és l'última pel·lícula dirigida per Mario Bava que, per problemes de salut, va transmetre el projecte al seu fill Lamberto, que més tard l'acabaria. Parlant del director, Daria Nicolodi va dir, en una entrevista, que Mario Bava era un dels millors directors amb qui va treballar. Va recordar, sobretot, la seva ironia i la seva professionalitat al plató.

## Distribució
Forma part de la minisèrie I giochi del diavolo, emesa al segon canal italià l'any 1981. És present a la plataforma RaiPlay.

## Recepció
Ressenyada tèbiament per MYmovies.it,és considerada una pel·lícula «ben feta» pel crític Pironi Gualtiero.